# الدير (البحرين)
الدير هي قرية في جزيرة المحرق بمملكة البحرين، تقع على الساحل الشمالي لجزيرة المحرق شمال مطار البحرين الدولي والشمال الغربي لقرية سماهيج وتبعد قرابة الثلاثة كيلومترات إلى الشمال الشرقي من مدينة المحرق، سميت بالدير نسبة إلى وجود دير للمسيحيين قبل دخول البحرين في ظل الإسلام، وقد تحول مكان الدير إلى مسجد حمل اسم ((مسجد الراهب)) ويقع في وسط القرية على أعلى تلة فيها ويسمى الحي الذي يقع فيه المسجد حي الراهب. كان سكان القرية وما زالوا مرتبطين بحياة البحر فهو يشكل مصدر رزق للكثير منهم، في الماضي كانت مهنة الغوص هي المهنة السائدة بجانب مهنة صيد الأسماك وصيد اللؤلؤ قديما.
وقد كتب عن الدير بعض الرحالة الإنجليز عندما زار البحرين عام 1905 م ان أهلها يشتغلون بصيد اللؤلؤ وان بها 25 سفينة تستخدم لصيد اللؤلؤ كما كان بها 1700 نخلة و300 منزل مبنية من الطين والجص.

## سبب التسمية
يُعتقد أن منشأ تسمية القرية بهذا الاسم يرجع لوجود دَيْر للمسيحيين فيها، وذلك قبل دخول البحرين في الإسلام.

## المزارع في الدير
وكان في الدير أكثر من 15 مزرعة الغالبية العظمى منها تعرضت للإبادة، وكانت تلك المزارع تروي من عيون عذبة أشهرها:
- عين السادة: وموقعها شمال المسجد الغربي وبقيت حتى الستينات ثم ردمت، وما زال أثرها باقياً.
- عين النسوان: وتقع شمال شرق عين السادة وهي مخصصة للنساء فقط للاستحمام وغسل الملابس والأدوات المنزلية وقد بقيت حتى عهد قريب ثم غار ماؤها وتم ردمها.
- عين الدولاب: ((عين حيوة)) وتقع في مزرعة شمال غرب المسجد الغربي وبقيت هذه العين حتى أواخر السبعينات وتم ردمها.
- عين ام الكراسي: وسميت بهذا الاسم لوجود أحجار كبيرة تشكل سلم النزول فيها على هيئة الكراسي….. وهذه العين مع عين أم الجريش وعين الباب، وجميعها من عيون (البستان الغربي) وموقعة جنوب المسجد الغربي ويشمل جميع البيوت الجديدة التي تقع جنوب المسجد بما فيها جمعية الدير والبيوت الواقعة شمالها وغربها وقد اندثرت تلك العيون عندما أبيد ذلك البستان الكبير.
- عين ريه: نسبة إلى المزرعة التي تسمى «ريه» وما زالت موجودة إلى الآن.
- عين الراهب: وموقعها في مدرسة الدير الابتدائية للبنات (القديمة) وقد طمرت.
- عين الشركة أو عين الحمبوة: وسميت بعين الشركة لأن التي قامت بحفرها هي شركة نفط البحرين وذلك بعد سنة الطبعة وهي من أشهر العيون التي اعتمدت عليها القرية للحصول على الماء للشرب وكذلك للسباحة والغسيل وتقع شرق مسجد الخيف حيث أن تلك المنطقة كانت خالية من السكان، وقد بقيت هذه العين حتى نهاية السبعينات ومنبعها موجود حتى الآن في المنطقة الشرقية من الدير وقد امتازت عن غيرها بوجود مجرى طويل مبني من الاسمنت والحجارة يوصل عين المنبع حتى بركة داخل المزرعة التي تسمى (دالية الشركة).ومن معالم تلك العين إن النساء يتجمعن في فترة الصباح والظهيرة عند المنبع أما الجزء الجنوبي للمجرى فيكون للذكور.
- عين بن يوسف: وموقعها على وجه التقريب بالقرب ن مأتم سيد علي.
- عين تنه: وهي موجودة حتى الآن وسميت بهذا الاسم نسبة إلى المزرعة التي هي فيها (تنه).

## المساجد
يتواجد في قرية الدير عدة مساجد وهم :
1. جامع الخيف (رجال ونساء)
2. الجامع الغربي (رجال ونساء)
3. المسجد الوسطي
4. المسجد الغربي.
5. مسجد فاطمة الزهراء
6. مسجد بردان
7. مسجد الروضة (مجاور روضة طريقة الخير)
8. مسجد بن مطر (ويُطلق عليه مسجد [أهل السنة والجماعة السُنة])
9. مسجد الراهب
10. مسجد المقبرة
11. مسجد العسكريين

## اصل سكان القرية
وكما يعود اصل سكان هذه القرية إلى المسيح إلى أن جاء المبشر بالإسلام إلى البحرين حيث كان أهل الدير اسلموا وهم أول من أسلموا بالبحرين بعد دخول الإسلام فيها وقد كبرت هذه القرية لتصبح عدة احياء:
- الغرب.
- الشرق.
- الشركة.
- الراهب.
- البدو.
- الدفنة.
- كربلاء.
- حي العسكريين.

## جزيرة خصيفة
ومن عجائب هذه القرية وجود جزيرة تبعد قرابة عشرات الأمتار من شمالها وتسمى بجزيرة (خصيفة)..كانت هذه الجزيرة متنفسا إلى أهالي القرية وقامت الحكومة بأنشاء جسر يمتد من اليابسه إلى جزيزة خصيقة وقبل ذلك كان الأهالي يذهبون إليها في وقت الجزر ويعودون الآن المياه تنحسر تماما بين القرية وبين الجزيرة.
اما عن سبب تسميتها بخصيفة من كلمة خسف كما سمعنا من آبائنا واجدادنا هي (كان هناك ام وابنتها الرضيعة ولما ارادة امها ان تطهرها لم تجد سوى خبز الرقاق لتطهرها به وبما ان الخبز من اعضم النعم على الإنسان الله خسف بها وابنتها إلى جزيرة (للعلم بجانب الجزيرة هناك صخرة كبيرة لا تغطيها المياه)

## الكثافة السكانية
ويُذكر بأن قرية الدير من أكبر قرى البحرين كثافة وعدد السكان، حيث يُقدر عدد ساكنيها بحوالي أكثر من 21 ألف نسمة وأكثرهم شباب حيث يبلغ عددهم حوالي 5000 نسمة تتراوح اعمارهم ما بين 16 - 35 سنة

## مؤلفات حول القرية
- كتاب الدير - سيرة ذاتية تأليف الدكتور علي هلال.